# Lyndon Baines Johnson Library and Museum

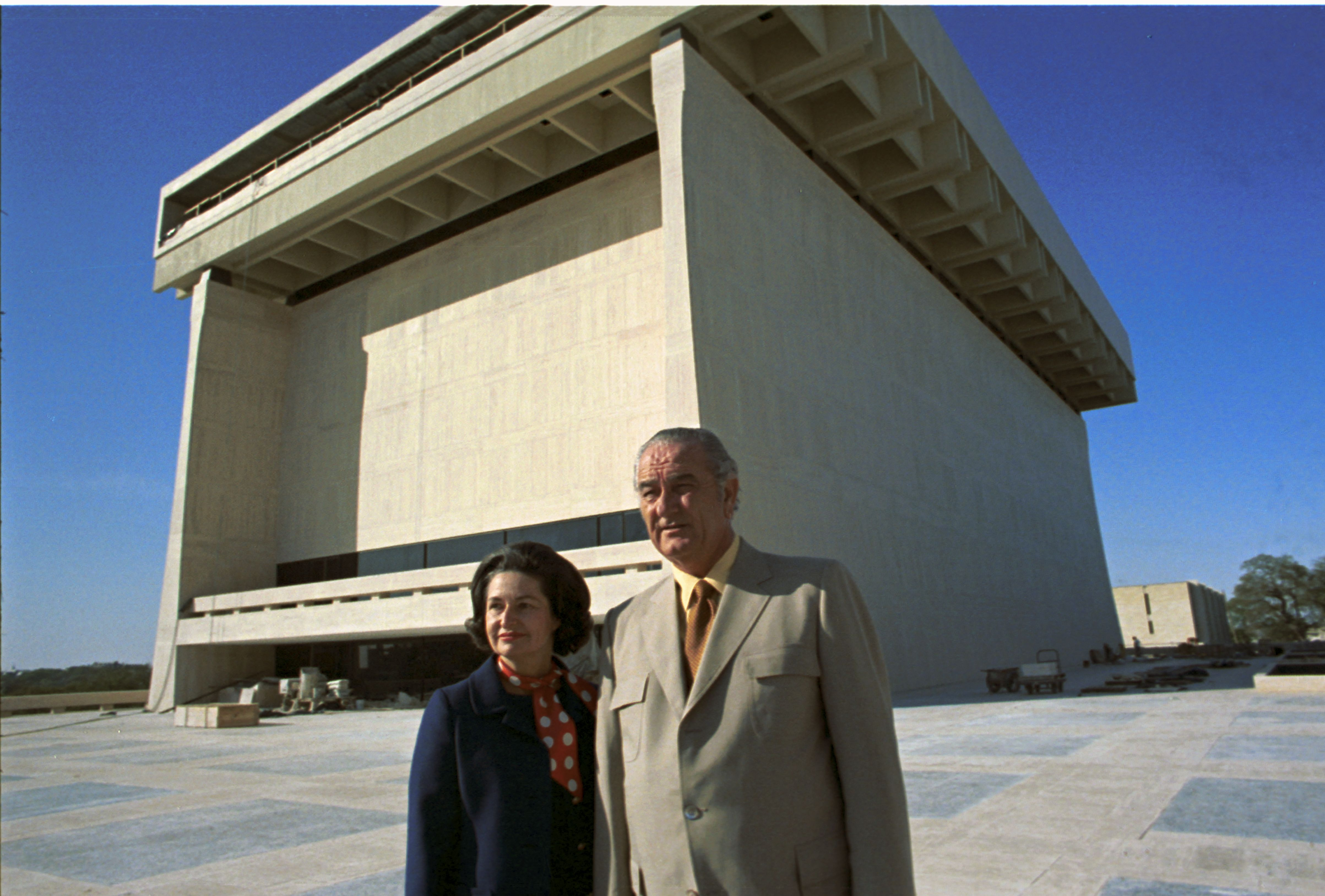
LBJ en Lady Bird voor de bibliotheek in 1971

De Lyndon Baines Johnson Library and Museum, ook kortweg bekend als de LBJ Presidential Library, is de presidentiële bibliotheek gewijd aan de 36ste Amerikaanse president, Lyndon B. Johnson. De bibliotheek is gevestigd in Johnsons geboortestad Stonewall in de staat Texas. De instelling trekt jaarlijks ongeveer 250.000 bezoekers.
De bibliotheek werd op 22 mei 1971 geopend in aanwezigheid van Johnson en zijn vrouw Lady Bird Johnson en de toenmalige Amerikaanse president Richard Nixon. Het lichaam van president Johnson lag hier na zijn dood in 1973 enige tijd opgebaard, alvorens hij werd begraven op het terrein van zijn ranch in Johnson City.
De bibliotheek heeft een expositieruimte die gewijd is aan leven en werk van de president. Daarnaast zijn er historische documenten, die meer dan 45 miljoen bladzijden beslaan, en historische artefacten rond het leven en werk van president Johnson in de bibliotheek opgeslagen. Naast de bibliotheek is de LBJ School of Public Affairs gevestigd.